# 5-я отдельная гвардейская мотострелковая бригада
5-я отдельная гвардейская мотострелковая бригада имени А. В. Захарченко — тактическое соединение Сухопутных войск Российской Федерации, ранее Народной милиции самопровозглашенной Донецкой Народной Республики. Ведёт происхождение от батальона «Оплот», образованного в 2014 году и принявшее участие в вооружённом конфликте на востоке Украины на стороне ДНР; изначально комплектовалось по штату батальона.
К концу 2014 года часть батальона «Оплот» вошла в 1-й армейский корпус НМ ДНР (по численности и составу вооружения достигнув мотострелковой бригады) под названием «2-я отдельная мотострелковая бригада народного ополчения». Впоследствии переименована в 5-ю отдельную мотострелковую бригаду. Часть батальона «Оплот», совместно с частью батальона «Восток», в начале 2015 года составили костяк Республиканской гвардии ДНР.
После вхождения в состав Народной милиции Донецкой Народной Республики, подчинялось министерству обороны Донецкой Народной Республики.
Как «сепаратистская группа» бригада находится под международными санкциями Евросоюза, США, Великобритании и ряда других стран

## История

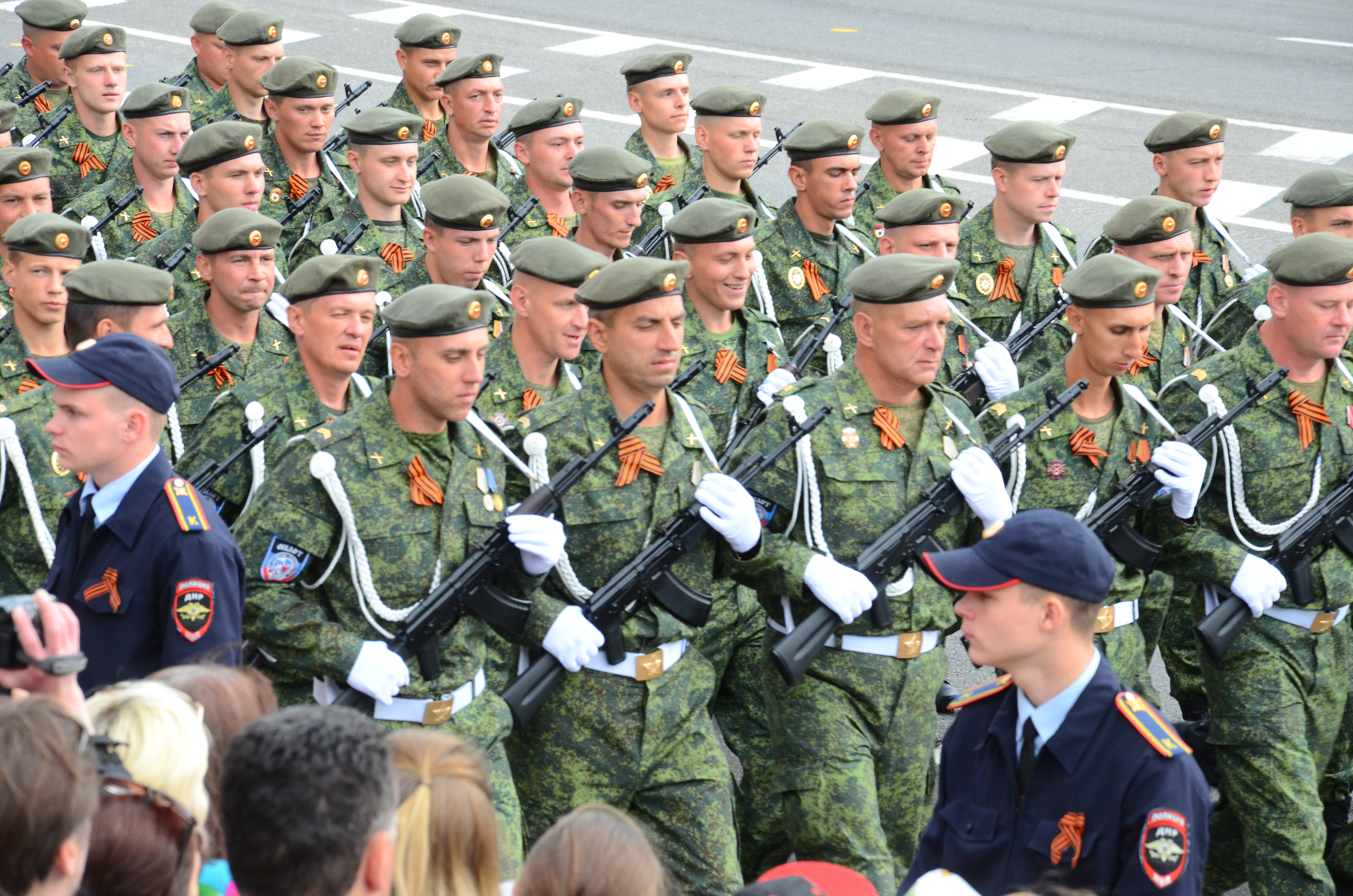
Солдаты бригады «Оплот» на параде в контролируемом Россией украинском Донецке в 2018 году

Спортсмены из харьковского бойцовского клуба «Оплот» Евгения Жилина уже в январе 2014 года активно участвовали в антимайдановских акциях в Киеве, а после силовой смены власти на Украине активно противостояли сторонникам Евромайдана в самом Харькове до начала апреля, когда после неудачной попытки захвата и удержания здания Харьковской ОГА прибывшие в город спецподразделения МВД из других регионов жёстко подавили антиправительственные протесты.
Донецкое отделение общественной организации «Оплот», созданное в декабре 2013 года, возглавлял Александр Захарченко.
16 апреля 2014 года двадцать активистов организации заняли здание Донецкого городского совета и потребовали проведения референдума о статусе Донецкой области.
В апреле 2014 года журналистами издания Ukrainian Policy среди сепаратистов, участвовавших в захватах административных зданий в городах Донецкой области, были опознаны несколько членов бойцовского клуба «Оплот».
В конце мая 2014 года бойцы донецкого «Оплота» взяли под охрану резиденцию олигарха Рината Ахметова в Донецке.
Позднее непосредственно в Донецке под их контролем находились здание Донецкого городского совета, офисы региональных телеканалов «Донбасс» и «Юнион».
По мере разрастания территорий вовлечённых в вооружённый конфликт, совместно с батальоном «Восток» контролировали часть ДНР: Донецк, Снежное и Шахтёрск.
Как батальон известен с июня 2014 года и принимает активное участие в вооружённом конфликте на Донбассе на стороне Народного ополчения Донбасса.
С 23 июня части батальона втянулись в боевые действия на южных направлениях вдоль украинско-российской границы (в пространстве от села Мариновка на востоке Донецкой области (граница с Россией) до контрольно-пропускного пункта «Изварино» на востоке Луганской области) с последующим выходом к Саур-Могиле. Многодневные ожесточенные бои развернулись за населённый пункт Кожевня. В конце июля бойцы батальона принимали участие в боях за Донецкий аэропорт.
По мере укрупнения переформирован в отдельную мотострелковую бригаду «народного ополчения» и в качестве 5-й омсбр вошёл в 1-й армейский корпус Народной милиции ДНР. Бригаде присвоено имя первого главы ДНР Александра Захарченко.
16 февраля 2015 года руководство батальона включено в санкционный список Европейского союза.
5 декабря 2024 года Указом президента Российской Федерации бригаде присвоено почётное наименование «гвардейская» за «массовый героизм и отвагу, стойкость и мужество проявленные личным составом бригады в боевых действиях по защите Отечества и государственных интересов в условиях вооружённых конфликтов».

## Обвинения в нарушении прав человека

### 2014 год
УВКПЧ задокументировало случаи, когда бойцы подразделения «Оплот» унижали или пытали захваченных украинских солдат как по дороге в места содержания под стражей, так и в местах заключения. В захваченном здании управления СБУ по Донецкой области, охранявшемся бойцами «Оплота», допрашивали и пытали украинских солдат. Многих допрашивали в «комнате пыток» рядом с архивом; другие задержанные слышали их крики. По словам проинтервьюированных потерпевших, похоже, что бойцов украинских батальонов из Донецкой, Луганской и Харьковской областей били сильнее, чем других, поскольку вооружённые группы считали их «предателями».

### 2024 год
В 2024 году четверо военнослужащих бригады были обвинены властями России в убийстве на территории оккупированного Россией Донецка пророссийского американского волонтера Рассела Бентли. По данным источников издания «Астра», бывший батальон «Оплот» в заброшенной шахте «Петровская» организовал пыточную, где Бентли пытали и убили.
Также в апреле 2024 военные бригады запытали до смерти мобилизованного учителя музыки Владимира Фролова.